# Alaa Minawi
Alaa Minawi (geboren in 1982, in Beiroet) is een Palestijnse en Nederlandse interdisciplinair kunstenaar en docent, gevestigd in Amsterdam. Zijn werk bestrijkt de podiumkunsten en installaties, met een focus op het gebruik van licht als medium. Zijn thema's verkennen verbondenheid, conflict, heling en Arabisch-futurisme.

## Opleiding en Carrière

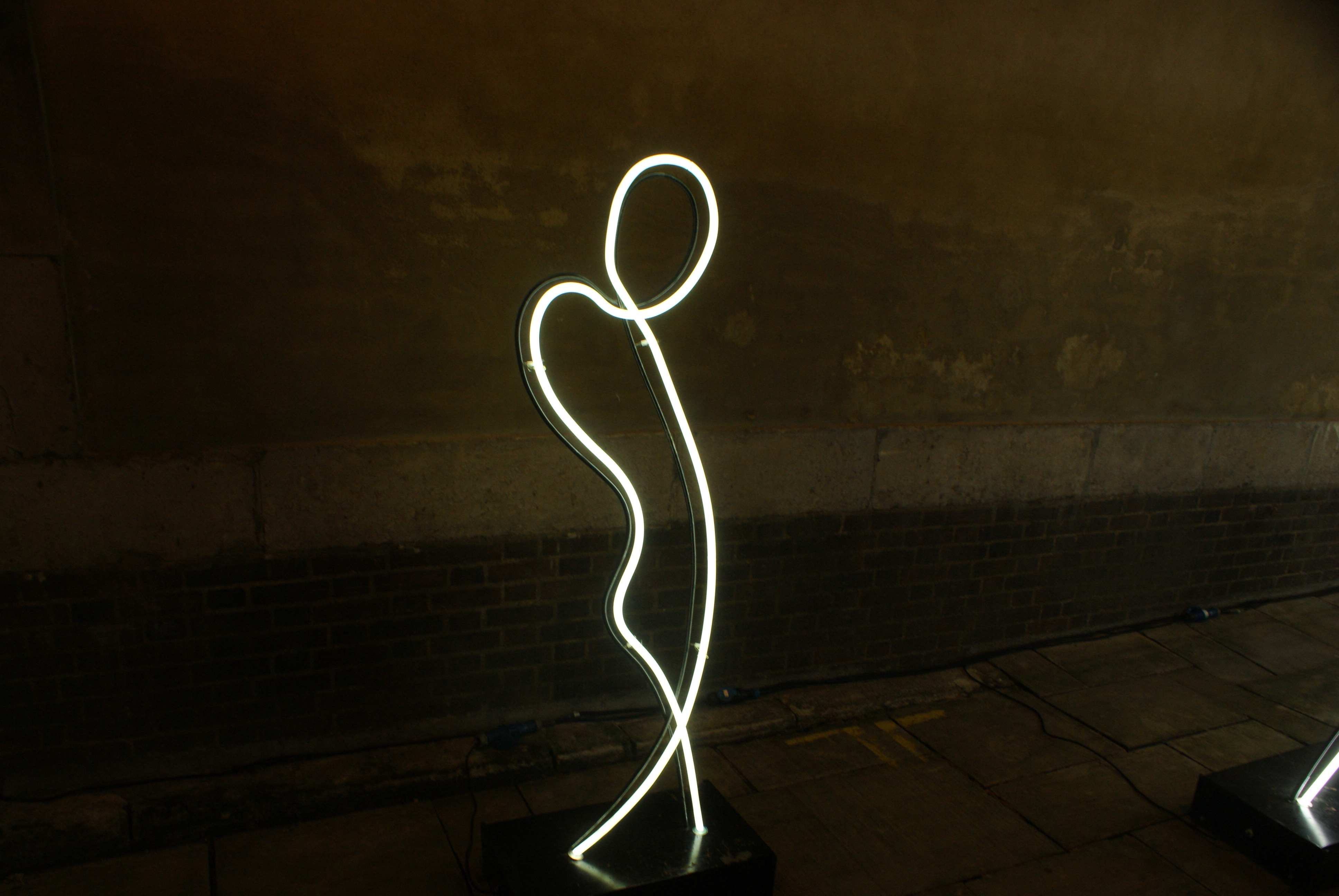
Detailopname van Minawi's My Light is Your Light.. in de kerk van St. James's Church, Piccadilly (2018)

Minawi studeerde in 2008 af met een Bachelor of Arts in Communicatie aan de Lebanese American University in Beiroet en behaalde in 2018 een master in beeldende kunst aan de Hogeschool voor de Kunsten Utrecht. Hij ging verder met het bestuderen van lichtontwerp aan de Royal Academy of Dramatic Art in Londen.
Minawi begon zijn carrière in 2006 als lichtontwerper en scenograaf, waarbij hij samenwerkte met verschillende theater- en dansgezelschappen in Libanon en de Arabische regio. In 2010 breidde hij zijn praktijk uit met het maken van zijn eigen installaties, die regelmatig in openbare ruimtes zijn tentoongesteld.  Enkele van zijn bekende installaties zijn Beyond Myself... (2013), My Light is Your Light... (2014), The Bride (2016), en Waiting for It to End... (2020). In 2016 begon Minawi een artistiek onderzoeksproject gericht op het concept van verbondenheid en de relatie daarvan tot fysieke ruimte. Dit onderzoek mondde uit in een reeks performances die gezamenlijk de titel 2048 dragen. In dit werk streefde Minawi ernaar installaties en performancekunst te integreren, waarbij het publiek een essentieel onderdeel van zijn performance werd.
Minawi geeft les aan de Amsterdamse Hogeschool voor de Kunsten (AHK) en de Hogeschool voor de Kunsten Utrecht (HKU), en is docent aan het Sandberg Instituut in Amsterdam. Hij is de oprichter en programmaleider van de Beirut Summer School for Theater and Performance.

## Erkenning en Prijzen
Minawi's installatie My Light is Your Light... werd geselecteerd voor UNESCO's Internationale Jaar van het Licht 2015 en werd in 2016 genomineerd voor de Best Light Art Award bij de D’Arc Awards in Londen.

### Citaties
1. 1 2  van den Eijnden 2024.
2. 1 2 3  Vlaams Cultuurhuis de Brakke Grond 2023.
3. 1 2 3 4 5  Hogeschool voor de Kunsten Utrecht 2024.
4. ↑  Broeken 2020.
5. ↑  Ghandour Hert et al. 2021.
6. ↑  Frame Magazine editorial 2014.
7. ↑  Embrechts & Etemad 2024.
8. ↑  BBC News 2016.
9. ↑  Stichting Spring 2024.
10. ↑  Artiflex editorial 2021.
11. 1 2 3  DOTE 2020.
12. 1 2  Patel 2016.
13. 1 2  Stichting Spring 2023.

## Externe bronnen
- Beirut Summer School for Theater and Performance website